# Pero kaybina
Pero kaybina là một loài bướm đêm trong họ Geometridae.